# Fredrik Bekken
Fredrik Bekken, född den 11 mars 1975 i Drammen i Norge, är en norsk roddare.
Han tog OS-silver i dubbelsculler i samband med de olympiska roddtävlingarna 2000 i Sydney.